# Paul Racault
Paul Racault, né le 27 mai 1881 et mort le 23 octobre 1956, est un homme politique français.

## Détail des fonctions et des mandats
Mandat parlementaire
- 8 décembre 1946 - 7 novembre 1948 : Sénateur d'Indre-et-Loire